# رودي غاراغانيكو
رودي غاراغانيكو (بالإيطالية: Rodi Garganico)‏ هي بلدية في مقاطعة فودجا في إقليم بوليا الإيطالي.

## السكان
في سنة 1861 بلغ عدد السكان 4٬885 نسمة، وتطور العدد ليصل في سنة 2011 لـ 3٬663 نسمة.
يظهر هذا المخطط البياني تطور النمو السكاني لـ رودي غاراغانيكو